# Ури (Сасари)
Ури (итал. Uri) је насеље у Италији у округу Сасари, региону Сардинија.
Према процени из 2011. у насељу је живело 2996 становника. Насеље се налази на надморској висини од 168 м.

## Становништво
Према резултатима пописа становништва 2011. у општини је живело 3.016 становника.
| 1931. | 1936. | 1951. | 1961. | 1971. | 1981. | 1991. | 2001. | 2011. |
| ----- | ----- | ----- | ----- | ----- | ----- | ----- | ----- | ----- |
| 1.672 | 1.759 | 2.111 | 2.405 | 2.618 | 2.721 | 2.961 | 3.050 | 3.016 |